# フィアット・リネア
フィアット・リネア (Fiat Linea) は、2007年3月26日にトルコのブルサにあるトファシュ工場で開発途上国の世界自動車として発売をしたコンパクトセダンである。
プラットフォームはグランデプントと同様のものを使用している。フィアット・リネアは、Fiat Style Centerによって設計され、tofasとFiat do Brazilによって共同開発された。トルコでの販売は2016年に終了している。

## 歴史
フィアット・リネアはFCAスモールLWBプラットフォームを使用している。リネアの全長は4,596mm、ホイールベースは2,603mmで、ベースとなっているグランデプントより長くなっている。Cセグメントのビアッジオよりも111mmだけ短い。
2007年にトルコで発売されたこの車は、当初1.4Lガソリンエンジンと1.3Lディーゼルエンジンを搭載していた。後から120PSの1.4Lターボエンジンと105PSの1.6Lディーゼルエンジンが追加された。トファシュ工場での生産は主に現地のトルコ市場向けのものだが、CBUはEU市場向けに、CKDコンポーネントはロシアのフィアットソラーズ合弁会社のタタールスタン工場に出荷される。
2008年9月にブラジルで発売されたリネアは、ブラジル市場に対応するため、132PSの1.9L16Vエンジンを搭載した（ガソリンまたはエタノールを使用可能）。また、ブラジルでは、リネアは152PSの1.4L16Vターボエンジンを搭載していた。ヨーロッパのグランデプントアバルトと同じエンジンを搭載している。
2009年1月にインドで発売されたリネアは、1.4Lで90PSを発生させるガソリンエンジンと1.3Lで93PSのディーゼルエンジンを選択できた。114PSを発生する1.4Lターボエンジンを含むリネアの別のバリエーションが2010年10月8日にインドでリリースされた。
2009年9月、南アフリカでも発売された。
2012年フィアット・リネアはフェイスリフトされた。2010年（2011年モデル）、フィアットは1.9L16Vのエンジンを、ミニクーパーやクライスラーPTクルーザーで使用されていたエンジンから派生した1.8L16Vエンジンに置き換えた。